# جيمس رينوتر
جيمس بينوتر (بالإنجليزية: James Rainwater)‏ هو عالم فيزيائي أمريكي حاز على جائزة نوبل للفيزياء عام 1975 بالمشاركة مع بن روي موتيلسون، و آجي بور عن " أبحاثه في تعيين الشكل غير الكروي للنواة الذرية asymmetrical shapes .
ولد جيمس رينوتر في 9 ديسمبر 1917 بمدينة كونسيل بولاية إيداهو وتوفي في 31 مايو 1986، عمل في هانفورد، كاليفورنيا، كما عمل في جامعة كولومبيا.

## روابط خارجية
- جيمس رينوتر على موقع الموسوعة البريطانية (الإنجليزية)
- جيمس رينوتر على موقع مونزينجر (الألمانية)
- جيمس رينوتر على موقع إن إن دي بي (الإنجليزية)